# Collado del Mirón
Collado del Mirón è un comune spagnolo di 24 abitanti situato nella comunità autonoma di Castiglia e León.

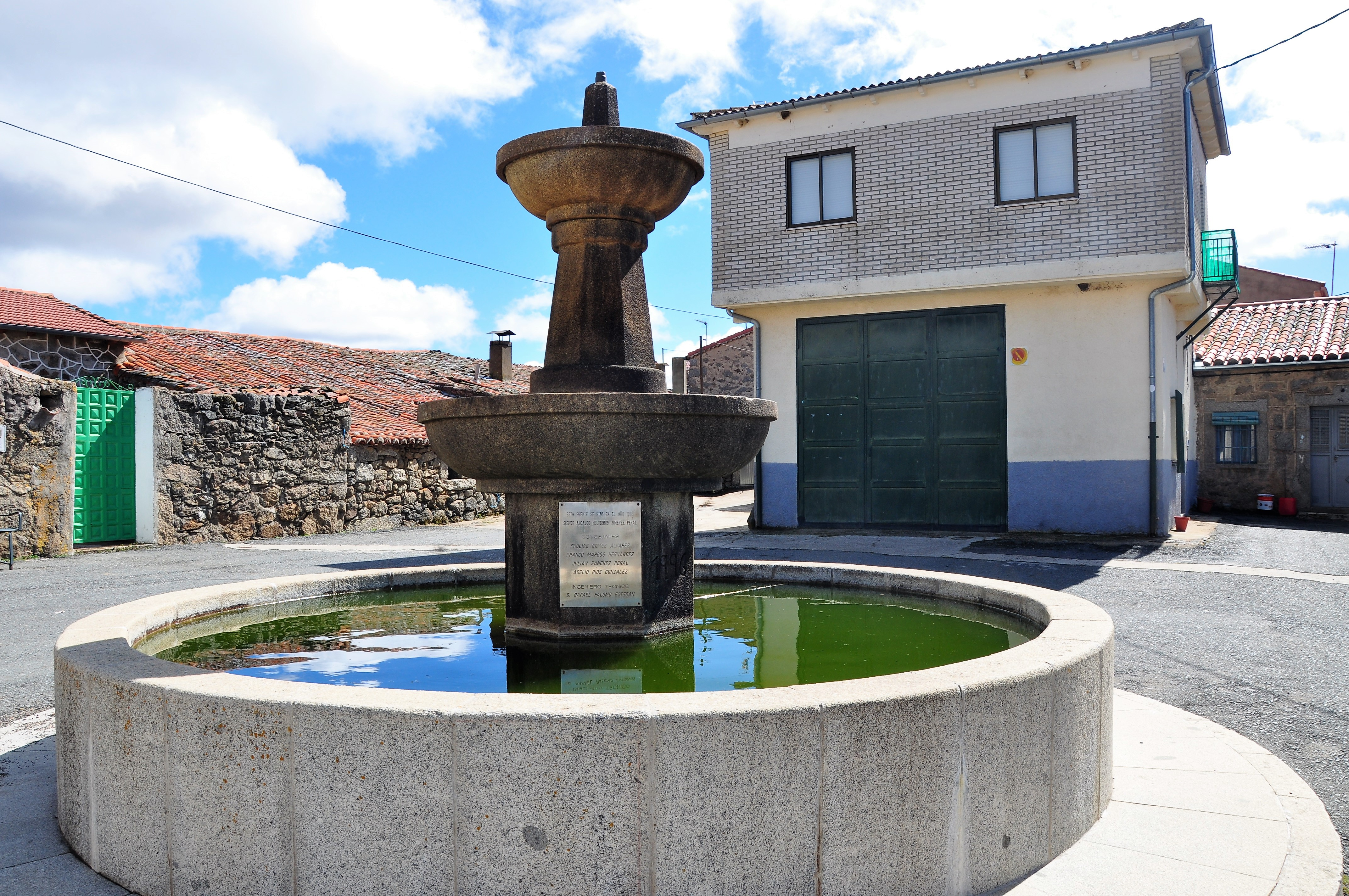
Fontana di Collado del Mirón.

## Geografia fisica
Il comune è situato a un'altitudine di 1 166 metri sul livello del mare.

## Monumenti e luoghi d'interesse
Sono presenti due fontane con volte a botte, una fucina e un pozzo, tutti ben conservati, nella piazza del piccolo centro.

## Infrastrutture e trasporti
Il comune è interessato dalla strada comunitaria 510 Piedrahita - Alba de Tormes.